# Parribacus perlatus
Parribacus perlatus är en kräftdjursart som beskrevs av Lipke Bijdeley Holthuis 1967. Parribacus perlatus ingår i släktet Parribacus och familjen Scyllaridae. IUCN kategoriserar arten globalt som otillräckligt studerad. Inga underarter finns listade i Catalogue of Life.